# Damarchus oatesi
Damarchus oatesi là một loài nhện trong họ Nemesiidae.
Damarchus oatesi được miêu tả năm 1895 bởi Thorell.